# Cincalco
Cincalco – kraina mityczna w mitologii Azteków
Cincalco było częścią azteckiego nieba In Ichan Tonatiuh Ilhuicac i znajdowało się na zachodzie tej krainy.